# Équipe d'Algérie féminine de volley-ball en 2011
L'Équipe d'Algérie de volley-ball féminin participera en 2011 au Coupe du monde (4-18 novembre).

## Les matchs des A
| Date             | Lieu                               | Adversaire             | Score                               | Durée  | Compétition | Meilleur marqueur                     | Référence |
| 17 août 2011     | Kasarani Sports Center Nairobi     | Sénégal                | 3-0 (25-15 25-20 25-22)             | 1 h 15 | CAVB        | -                                     |           |
| 19 août 2011     | Kasarani Sports Center Nairobi     | Botswana               | 1-3 (22-25 15-25 25-22 24-26)       | 1 h 52 | CAVB        | -                                     |           |
| 20 août 2011     | Kasarani Sports Center Nairobi     | Tunisie                | 2-3 (21-25 26-24 10-25 26-24 12-15) | 2 h 8  | CAVB        | -                                     |           |
| 21 août 2011     | Kasarani Sports Center Nairobi     | Rwanda                 | 0-3 (13-25 21-25 15-25)             | 1 h 7  | CAVB        | -                                     |           |
| 22 août 2011     | Kasarani Sports Center Nairobi     | Égypte                 | 1-3 (16-25 25-27 27-25 20-25)       |        | CAVB        | -                                     |           |
| 24 août 2011     | Kasarani Sports Center Nairobi     | Kenya                  | 3-1 (25-11 17-25 25-21 25-13)       |        | CAVB        | -                                     |           |
| 2 septembre 2011 | Pavilhão do Maxaquene Maputo       | Botswana               | 3-1 (25-15 19-25 25-19 25-16)       | 1 h 33 | JA          | -                                     |           |
| 3 septembre 2011 | Pavilhão do Maxaquene Maputo       | Cameroun               | 3-1 (24-26 25-11 25-21 25-22)       | 1 h 45 | JA          | -                                     |           |
| 4 septembre 2011 | Pavilhão do Maxaquene Maputo       | Sénégal                | 0-3 (14-25 12-25 19-25)             | 1 h 3  | JA          | -                                     |           |
| 6 septembre 2011 | Pavilhão do Maxaquene Maputo       | Nigeria                | 3-0 (25-16 25-17 25-19)             | 1 h 6  | JA          | -                                     |           |
| 7 septembre 2011 | Pavilhão do Maxaquene Maputo       | Cameroun               | 1-3 (14-25 23-25 25-18 14-25)       | 1 h 49 | JA          | -                                     |           |
| 4 novembre 2011  | Hiroshima Sun Plaza Hiroshima      | Chine                  | 3-0 (25-13 25-14 25-19)             | 1 h 4  | CM          | Lydia Oulmou (6) Safia Boukhima (6)   | [ 1 ]     |
| 5 novembre 2011  | Hiroshima Sun Plaza Hiroshima      | République dominicaine | 0-3 (7-25 15-25 20-25)              | 1 h 7  | CM          | Faïza Tsabet (7)                      | [ 2 ]     |
| 6 novembre 2011  | Hiroshima Sun Plaza Hiroshima      | Argentine              | 3-1 (25-18 25-12 20-25 25-16)       | 1 h 28 | CM          | Faïza Tsabet (14) Lydia Oulmou (14)   | [ 3 ]     |
| 8 novembre 2011  | Hiroshima Sun Plaza Hiroshima      | Japon                  | 3-0 (25-8 25-10 25-17)              | 1 h 4  | CM          | Mélinda Hennaoui (6) Lydia Oulmou (6) | [ 4 ]     |
| 9 novembre 2011  | Hiroshima Sun Plaza Hiroshima      | Italie                 | 0-3 (14-25 14-25 15-25)             | 1 h 0  | CM          | Faïza Tsabet (9)                      | [ 5 ]     |
| 11 novembre 2011 | Momotaro Arena Okayama             | Allemagne              | 0-3 (10-25 8-25 19-25)              | 1 h 3  | CM          | Faïza Tsabet (5) Lydia Oulmou (5)     | [ 6 ]     |
| 12 novembre 2011 | Momotaro Arena Okayama             | États-Unis             | 0-3 (12-25 12-25 9-25)              | 1 h 1  | CM          | Safia Boukhima (10)                   | [ 7 ]     |
| 13 novembre 2011 | Momotaro Arena Okayama             | Kenya                  | 3-1 (19-25 25-20 25-16 25-23)       | 1 h 39 | CM          | Faïza Tsabet (23)                     | [ 8 ]     |
| 16 novembre 2011 | Tokyo Metropolitan Gymnasium Tōkyō | Corée du Sud           | 0-3 (17-25 21-25 15-25)             | 1 h 6  | CM          | Faïza Tsabet (15)                     | [ 9 ]     |
| 17 novembre 2011 | Tokyo Metropolitan Gymnasium Tōkyō | Brésil                 | 0-3 (18-25 8-25 13-25)              | 0 h 59 | CM          | Faïza Tsabet (15)                     | [ 10 ]    |
| 18 novembre 2011 | Tokyo Metropolitan Gymnasium Tōkyō | Serbie                 | 0-3 (19-25 14-25 18-25)             | 1 h 2  | CM          | Faïza Tsabet (14)                     | [ 11 ]    |

Légende: CAVB : match de Championnat d'Afrique 2011 / A : match amical / CM : match de la Coupe du monde de volley-ball féminin 2011 / JA : match de la Volley-ball aux Jeux africains 2011.

## Les joueurs en A
| Joueurs             |             |             |             |             |             |             |             |             |             |             |             |
| Yasmine Oudni       | (1pt)       | a participé | (2pts)      | NP          | (3pts)      | a participé | (8pts)      | (1pt)       | (3pts)      | (2pts)      | (1pt)       |
| Salima Hamouche     | a participé | a participé | a participé | a participé | a participé | a participé | a participé | a participé | a participé | a participé | a participé |
| Fatima Zahra Djouad | a participé | (1pt)       | (2pts)      | (2pts)      | a participé | (4pts)      | a participé | NP          | NP          | NP          | a participé |
| Mélinda Hennaoui    | (5pts)      | a participé | (3pts)      | (6pts)      | a participé | a participé | (6pts)      | (3pts)      | (1pt)       | a participé | (1pt)       |
| Silya Magnana       | NP          | a participé | NP          | a participé | NP          | a participé | NP          | NP          | NP          | NP          | NP          |
| Fatima Zahra Oukazi | a participé | (3pts)      | (2pts)      | (2pts)      | (4pts)      | (3pts)      | (1pt)       | (8pts)      | (2pts)      | (1pt)       | (2pts)      |
| Mouni Abderrahim    | (3pts)      | (4pts)      | (3pts)      | (2pts)      | (2pts)      | (1pt)       | a participé | (2pts)      | a participé | (3pts)      | (3pts)      |
| Safia Boukhima      | (6pts)      | (6pts)      | (6pts)      | a participé | (4pts)      | (3pts)      | (10pts)     | (5pts)      | a participé | (1pt)       | (1pt)       |
| Faïza Tsabet        | (7pts)      | (7pts)      | (14pts)     | (3pts)      | (9pts)      | (5pts)      | NP          | (23pts)     | (15pts)     | (15pts)     | (14pts)     |
| Aicha Mezmat        | NP          | NP          | NP          | a participé | (2pts)      | (1pt)       | (2pts)      | (8pts)      | (6pts)      | (2pts)      | (6pts)      |
| Lydia Oulmou        | (6pts)      | (4pts)      | (14pts)     | (6pts)      | (7pts)      | (5pts)      | NP          | (12pts)     | (2pts)      | NP          | NP          |
| Tassadit Aissou     | a participé | (1pt)       | (4pts)      | a participé | (2pts)      | (3pts)      | a participé | (3pts)      | (1pt)       | (1pt)       | (1pt)       |

## Les sélections

### Sélection pour laVolley-ball aux Jeux africains 2011
| No                                        | Nom                                       | Date de naissance                         | Taille | Poids | Poste                        | Club                         |
| ----------------------------------------- | ----------------------------------------- | ----------------------------------------- | ------ | ----- | ---------------------------- | ---------------------------- |
| 1                                         | Sehryne Hennaoui                          | 10 janvier 1988                           | 172    | 69    | Passeur                      | Hainaut Volley               |
| 2                                         | Yasmine Oudni                             | 2 août 1989                               | 176    | 61    | Central                      | GS pétroliers                |
| 3                                         | Salima Hamouche                           | 17 janvier 1984                           | 158    | 54    | Libero                       | GS pétroliers                |
| 4                                         | Fatima Zahra Djouad                       | 12 juillet 1988                           | 180    | 62    | Réceptionneur-attaquant      | NC Béjaïa                    |
| 5                                         | Mélinda Hennaoui                          | 18 mars 1990                              | 178    | 68    | Réceptionneur-attaquant      | SES Calais                   |
| 8                                         | Zohra Bensalem                            | 5 avril 1990                              | 178    | 68    | Réceptionneur-attaquant      | GS Pétroliers                |
| 10                                        | Fatima Zahra Oukazi                       | 18 janvier 1984                           | 175    | 67    | Passeur                      | GS Pétroliers                |
| 11                                        | Mouni Abderrahim                          | 19 novembre 1985                          | 171    | 60    | Réceptionneur-attaquant      | MB Béjaïa                    |
| 12                                        | Safia Boukhima                            | 10 janvier 1991                           | 176    | 64    | Réceptionneur-attaquant      | GS pétroliers                |
| 14                                        | Faïza Tsabet                              | 22 mars 1985                              | 181    | 77    | Attaquant                    | NR Chlef                     |
| 17                                        | Lydia Oulmou                              | 2 février 1986                            | 181    | 59    | Central                      | Istres Ouest Provence VB     |
| 18                                        | Tassadit Aissou                           | 19 juin 1989                              | 184    | 80    | Central                      | NR Chlef                     |
|                                           |                                           |                                           |        |       |                              |                              |
| Encadrement technique                     | Encadrement technique                     |                                           |        |       | Légende                      | Légende                      |
| Entraîneur : Ahmed Boukacem               | Entraîneur : Ahmed Boukacem               | Entraîneur : Ahmed Boukacem               |        |       | : Capitaine                  | : Capitaine                  |
| Entraîneur(s) adjoint(s) : Kamel Trabelsi | Entraîneur(s) adjoint(s) : Kamel Trabelsi | Entraîneur(s) adjoint(s) : Kamel Trabelsi |        |       | : Joueur blessé actuellement | : Joueur blessé actuellement |

### Sélection pour laCoupe du monde de volley-ball féminin 2011
| No                                        | Nom                                       | Date de naissance                         | Taille | Poids | Poste                        | Club                         |
| ----------------------------------------- | ----------------------------------------- | ----------------------------------------- | ------ | ----- | ---------------------------- | ---------------------------- |
| 2                                         | Yasmine Oudni                             | 2 août 1989                               | 176    | 61    | Central                      | GS pétroliers                |
| 3                                         | Salima Hamouche                           | 17 janvier 1984                           | 158    | 54    | Libero                       | GS pétroliers                |
| 4                                         | Fatima Zahra Djouad                       | 12 juillet 1988                           | 180    | 62    | Réceptionneur-attaquant      | NC Béjaïa                    |
| 5                                         | Mélinda Hennaoui                          | 18 mars 1990                              | 178    | 68    | Réceptionneur-attaquant      | SES Calais                   |
| 6                                         | Celia Magnana                             | 16 mars 1991                              | 180    | 71    | Central                      | ASW Béjaïa                   |
| 10                                        | Fatima Zahra Oukazi                       | 18 janvier 1984                           | 175    | 67    | Passeur                      | GS Pétroliers                |
| 11                                        | Mouni Abderrahim                          | 19 novembre 1985                          | 171    | 60    | Réceptionneur-attaquant      | MB Béjaïa                    |
| 12                                        | Safia Boukhima                            | 10 janvier 1991                           | 176    | 64    | Réceptionneur-attaquant      | GS pétroliers                |
| 14                                        | Faïza Tsabet                              | 22 mars 1985                              | 181    | 77    | Attaquant                    | NR Chlef                     |
| 15                                        | Aicha Mezemate                            | 6 juin 1991                               | 187    | 65    | Central                      | NC Béjaïa                    |
| 17                                        | Lydia Oulmou                              | 2 février 1986                            | 181    | 59    | Central                      | Istres Ouest Provence VB     |
| 18                                        | Tassadit Aissou                           | 19 juin 1989                              | 184    | 80    | Central                      | NR Chlef                     |
|                                           |                                           |                                           |        |       |                              |                              |
| Encadrement technique                     | Encadrement technique                     |                                           |        |       | Légende                      | Légende                      |
| Entraîneur : Ahmed Boukacem               | Entraîneur : Ahmed Boukacem               | Entraîneur : Ahmed Boukacem               |        |       | : Capitaine                  | : Capitaine                  |
| Entraîneur(s) adjoint(s) : Kamel Trabelsi | Entraîneur(s) adjoint(s) : Kamel Trabelsi | Entraîneur(s) adjoint(s) : Kamel Trabelsi |        |       | : Joueur blessé actuellement | : Joueur blessé actuellement |